# Рижский мост
Рижский мост — стратегический железнодорожный мост через реку Великую в Пскове, первый постоянный железнодорожный мост в черте города. Является ключевым элементом транспортной инфраструктуры, связывающим западные и центральные регионы России.
Является частью Октябрьской железной дороги на участке Псков — Печоры (бывшей Псково-Рижской железной дороги).

## История

### Строительство в XIX веке
История моста началась в связи с развитием железнодорожной сети Российской империи. В 1852–1862 годах была построена Петербургско-Варшавская железная дорога, проходившая через Псков. В 1874 году Псковская городская дума обратилась с инициативой строительства Псковско-Рижской железной дороги. В 1885 году был утверждён проект, разработанный Д. И. Журавским и С. В. Кербедзом. Первоначальная конструкция включала железные арки, собранные методом клёпки. Уже в 1886 году были начаты строительные работы. 14 сентября 1886 года состоялась торжественная закладка нового моста, а параллельно с этим был возведён временный деревянный мост. Стройка привлекала внимание псковичей тем, что для работ впервые привлекались водолазы. 20 июля 1888 года было завершено строительство железного арочного моста. Склепка арок завершилась пробным проходом, в ходе которого три локомотива провели 30 вагонов с камнем. Название «Рижский» закрепилось за мостом после запуска движения по линии Псков–Рига в июне 1889 года.
| - Начало строительства моста, 1886 год - Строительство моста, 1888 год - Открытие моста, 1889 год - Рижский мост в 1889 году |

### Гражданская война и межвоенный период
Во время Гражданской войны мост был повреждён, но восстановлен к 1921 году. 24 апреля 1921 года Псковский губисполком отметил заслуги работников Варшавской линии Северо-Западной железной дороги, наградив пять человек орденами за восстановление объекта.

### Великая Отечественная война

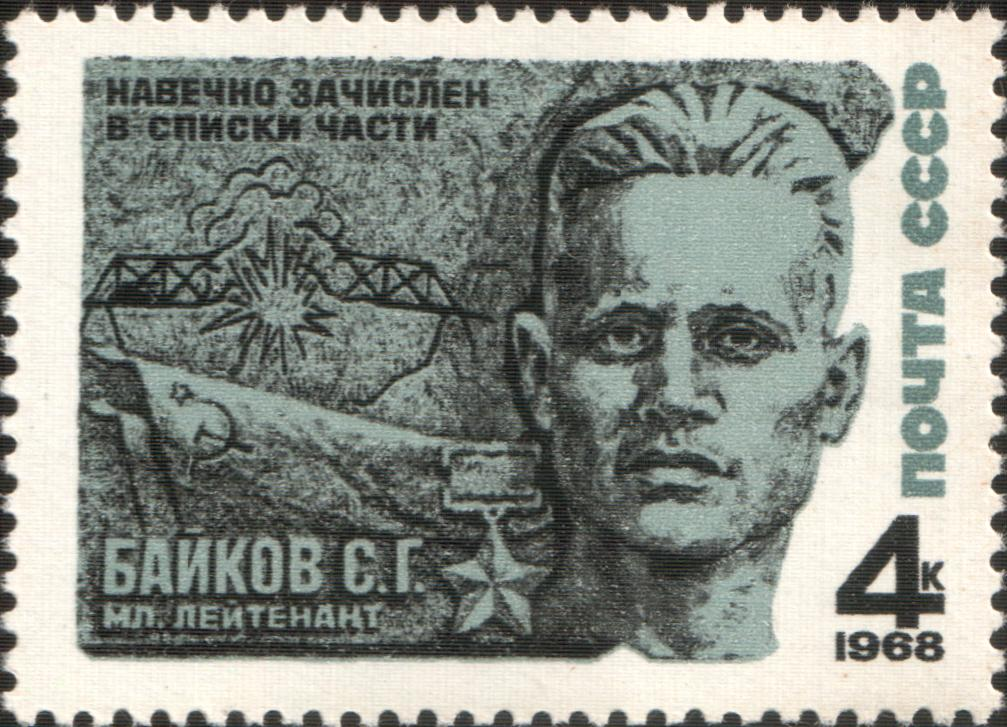
Герой Советского Союза С. Г. Байков и Рижский мост в Пскове на марке Почты СССР (1968)

В годы Великой Отечественной войны мост был взорван дважды. Первый раз мост был взорван 8 июля 1941 года советскими сапёрами во главе с младшим лейтенантом Семёном Григорьевичем Байковым при отступлении Красной Армии, что позволило задержать наступление гитлеровских войск. Пока сапёры пропускали своих, немецкая артиллерия повредила провод, ведущий к заряду. Чтобы взорвать мост перед наступающими немецкими войсками, Семён Байков пожертвовал своей жизнью. Ему посмертно было присвоено звание Героя Советского Союза, а бойцы его взвода также были награждены орденом Ленина, тоже посмертно. Однако уже после Великой Отечественной войны выяснилось, что пятеро из них, несмотря на ранения и контузии, остались в живых. Свои ордена Ленина они получили лично спустя несколько лет после окончания войны. В том же году мост был восстановлен немецкой стороной.
Второй раз мост разрушен в июле 1944 года отступающими немецкими войсками. Восстановительные работы провёл 19-й отдельный мостовой железнодорожный батальон под командованием майора Владимира Шагаева, построивший временную переправу за двое суток.

### Послевоенное восстановление

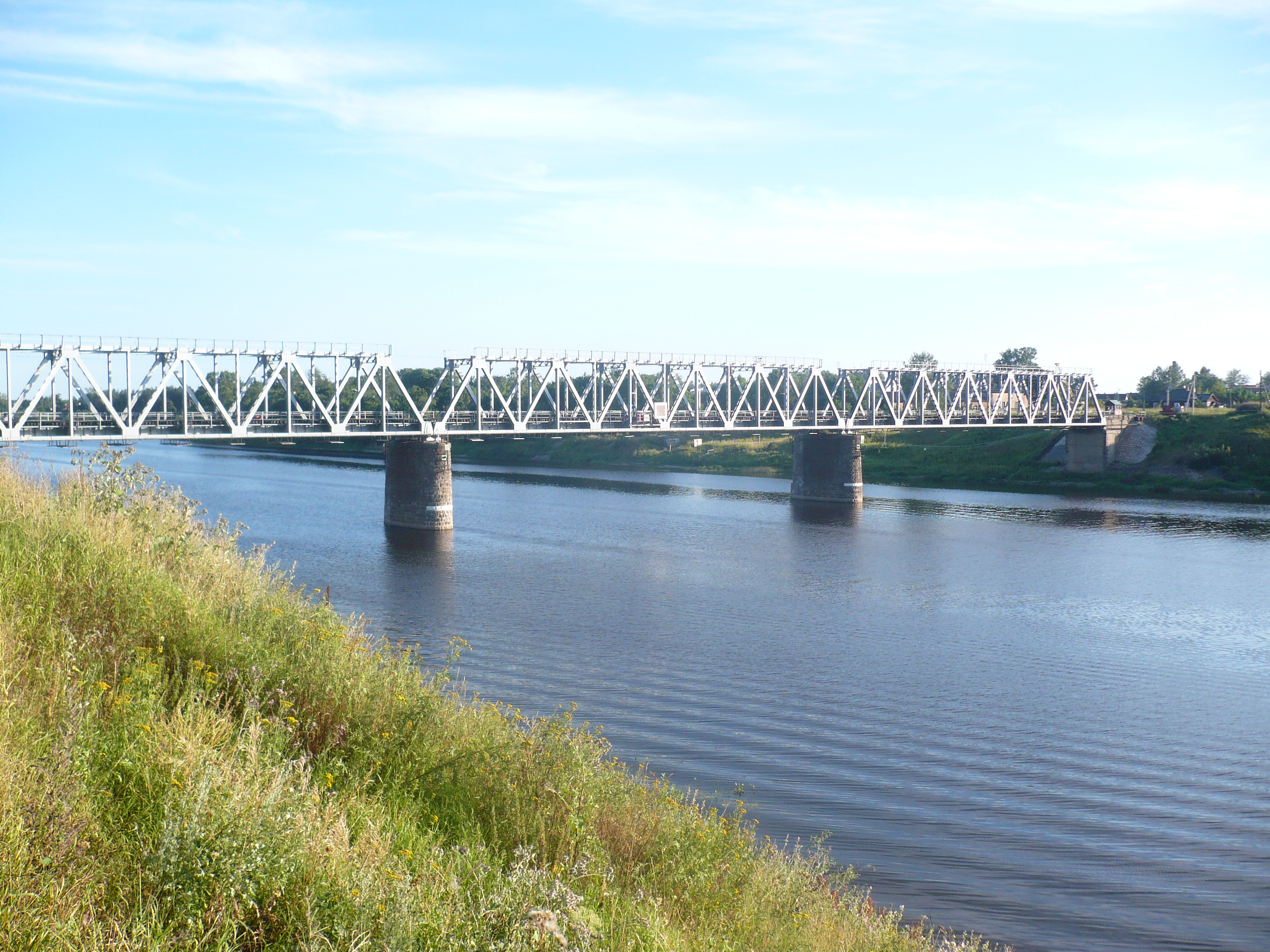
Рижский мост, 2010 год

Капитальная реконструкция моста началась в 1948 году силами Мостопоезда № 449. Работы велись в сложных условиях, и к 1950 году движение было полностью восстановлено. После реконструкции 1950 года мост приобрёл капитальную железобетонную структуру, адаптированную для интенсивного железнодорожного движения, изменена форма арок.

### Современное состояние
Мост остаётся стратегическим объектом, находящимся под усиленной охраной. В 2020 году поисковые отряды «Застава» и «Наш долг» провели раскопки у моста, обнаружив артефакты военного времени. 23 июля 2022 года, в день 78-й годовщины освобождения Пскова, установлен памятный знак Байкову и бойцам 110-го полка НКВД. В основу композиции вошли фрагменты старого моста, обнаруженные поисковиками в 2020 году, а также финский нож, переданный в музей Росгвардии.